# Timothy B. Spahr
Timothy B. Spahr (n. 1970) este un astronom american.
Lucrează la Harvard-Smithsonian Center for Astrophysics ca director al Minor Planet Center, el a descoperit numeroși asteroizi și este menționat ca descoperitor al unui satelit al lui Jupiter (Callirrhoe) și unul al lui Saturn (Albiorix) (co-descoperitor alături de Matthew J. Holman).
A descoperit două comete periodice (171P/Spahr, P/1998 U4).
Asteroidul 2975 Spahr îi poartă numele.